# حكومة عبد المنعم الرفاعي الأولى
حكومة حكومة عبد المنعم الرفاعي الأولى هي الحكومة السادسة والخمسون من حكومات المملكة الأردنية الهاشمية. شكّل عبد المنعم الرفاعي الحكومة في 24 مارس عام 1969م، بتكليف من ملك الأردن الحسين بن طلال. وقد حلّت الحكومة في 13 أغسطس 1969.

## وصلات خارجية
- موقع رئاسة الوزراء